# Rewe-Zentral AG contre Bundesmonopolverwaltung für Branntwein
L'arrêt Rewe-Zentral AG contre Bundesmonopolverwaltung für Branntwein est un jugement de la Cour de justice des communautés européennes (actuellement Cour de justice de l'Union européenne) du 20 février 1979, dans l'affaire 120/78, à l'origine du principe du cassis de Dijon.

## Faits
En 1976, le distributeur Rewe souhaite importer et vendre sur le marché allemand du cassis de Dijon, un spiritueux français contenant entre 15 et 20 % d'alcool. Il dépose donc une demande d'autorisation auprès de l'Administration fédérale [allemande] du monopole des alcools. L'autorité lui répond que, compte tenu de la teneur en alcool, l'importation n'est pas soumise à autorisation mais qu'en revanche, la mise sur le marché est interdite par la loi allemande, selon laquelle seuls des alcools destinés à la consommation humaine présentant une teneur en esprit-de-vin de 32 % au moins peuvent, en principe, être distribués dans le pays. Rewe fait recours. L'affaire est déférée au Tribunal des Finances du Land de Hesse. Celui-ci décide de soumettre à la cour de justice de l'Union européenne (CJCE) deux questions préjudicielles, relatives à l'interprétation correcte des articles pertinents du traité sur le fonctionnement de l'Union européenne (Traité CEE), avant de rendre sa décision.

## Problématique
Dispositions du Traité CEE :
- Art. 34 : Les restrictions quantitatives à l'importation, ainsi que toutes mesures d'effet équivalent sont interdites entre les États membres[…].
- Art. 36 : Les dispositions des articles 30 à 34 ne font pas obstacle aux interdictions ou restrictions […] justifiées par des raisons de moralité publique, d'ordre public, de sécurité publique, de protection de la santé […]. Toutefois, ces interdictions ou restrictions ne doivent constituer ni un moyen de discrimination arbitraire, ni une restriction déguisée dans le commerce entre les États membres.

Le terme mesures d'effet équivalent est une notion juridique indéterminée, qui doit par conséquent être définie.
Selon une Directive de la Commission, du 22 décembre 1969, les mesures régissant la commercialisation des produits, et portant notamment sur la forme, la dimension, le poids, la composition, la présentation, l'identification, le conditionnement sont des mesures d'effet équivalant à des restrictions quantitatives à l'importation si elles dépassent le cadre des effets propres d'une réglementation de commerce. 
La CJCE a défini ce terme une première fois dans une décision de 1974, l’arrêt Dassonville:
« […] Toute réglementation commerciale des États membres susceptible d’entraver directement ou indirectement, actuellement ou potentiellement le commerce intracommunautaire est à considérer comme une mesure d’effet équivalant à des restrictions quantitatives. »
Le Finanzgericht demande à la Cour si le critère de la teneur minimale en alcool prévu par le droit allemand doit être considéré comme une mesure d'effet équivalant à des restrictions quantitatives à l'importation.

## Arguments invoqués
La Cour commence par résumer les allégations des différentes parties. Extraits :
Rewe Zentral AG
La loi allemande empêche la vente en Allemagne de toute liqueur étrangère non conforme à ses critères ou contraint les producteurs à créer des produits spécifiquement adaptés au marché allemand, de sorte que l'importation est plus difficile et plus onéreuse que l'écoulement de produits nationaux. La Brantweinmonopolgesetz entraînerait donc un cloisonnement du marché allemand, prohibé par l'art. 36 du Traité CEE.
L'Allemagne
Le gouvernement allemand indique les raisons du taux minimal d'alcool:
- protection de la santé par une réduction de l'offre de boissons alcooliques
- protection du consommateur contre la tromperie et les pratiques déloyales lors de la vente et la fabrication de spiritueux[11]. L'Allemagne applique des critères stricts concernant la composition, la fabrication et la dénomination des spiritueux. Elle considère que de simples obligations relatives à l'étiquetage ne sauraient compenser la fixation d'un pourcentage minimal d'alcool.

Il relève ensuite que, si Rewe obtenait gain de cause, cela aurait pour conséquence qu'en Allemagne, les prescriptions minimales applicables aux spiritueux seraient finalement régies non par le droit allemand mais par le droit français. L'ensemble de la Communauté serait ainsi contrainte de s'aligner sur le droit de l'État le plus permissif.
L'Allemagne fait remarquer que les questions qui sont posées à la Cour ont une portée bien plus large que le seul cadre des eaux-de-vie et concernent toutes les « normes techniques ».
Elle plaide pour que le cadre général de l'ordre juridique national reste déterminant, puisque ce domaine, qu'il est certes nécessaire d'harmoniser, relève encore de la compétence des États membres (ce qui n'est plus le cas aujourd'hui). En attendant l'harmonisation, le fait que les fabricants doivent adapter leurs produits ne serait que la conséquence nécessaire des différentes prescriptions nationales.
Le Danemark
Le Danemark signale que certains de ses produits sont aussi concernés par les interdictions allemandes et allègue que celles-ci constituent bien des mesures à effet équivalant à des restrictions quantitatives à l'importation.
La Commission européenne
Selon la Commission, la fixation d'une teneur minimale en esprit-de-vin pour les alcools destinés à la consommation humaine peut se justifier dans l'intérêt de la protection des consommateurs et de la loyauté de la concurrence. Néanmoins, une telle réglementation est disproportionnée si, en conséquence, des produits typiques d'autres États membres, présentant traditionnellement une teneur en alcool inférieure à la limite fixée, ne peuvent pas être mis en circulation dans l'État membre en question ou alors uniquement à des conditions déraisonnables.

## Décision de la CJCE
La Cour statue en substance comme suit :
- Les États membres sont compétents pour régler, chacun sur son territoire, tout ce qui concerne la production et la commercialisation de l'alcool et des boissons spiritueuses (obsolète[13]).
- Les entraves à la circulation intracommunautaire résultant de disparités entre les législations nationales applicables doivent être acceptées dans la mesure où ces prescriptions se justifient par un intérêt public prépondérant (efficacité des contrôles fiscaux, protection de la santé publique, loyauté des transactions commerciales, défense des consommateurs ou autre).
- Les arguments de l'Allemagne concernant la protection de la santé publique ne sont pas pertinents. D'autre part, bien que la fixation de valeurs-limites et la standardisation des appellations commerciales soient bénéfiques pour la transparence et la loyauté des relations commerciales, une information adéquate aux consommateurs suffit.
- Par conséquent, les prescriptions relatives à la teneur alcoolique minimum des boissons spiritueuses ne poursuivent pas un but d'intérêt général prévalant sur les exigences de la libre circulation des marchandises. Il s'agit principalement d'une mesure protectionniste, qui viole le Traité.
- Réponse à la question: La fixation d'une teneur minimale en alcool pour les boissons spiritueuses destinées à la consommation humaine, fixée par la législation d'un État membre, lorsqu'il s'agit de l'importation de boissons alcoolisées légalement produites et commercialisées dans un autre État membre est une mesure d'effet équivalant à des restrictions quantitatives à l'importation au sens de l'article 34 du Traité.

## Principe
À la suite de cet arrêt, la Commission définit une série d'« orientations » et formule la règle suivante (résumé) :
Aucun État membre ne peut en principe interdire la vente sur son territoire d'un produit légalement fabriqué et commercialisé dans un autre État membre, quelles que soient les normes techniques ou de qualité appliquées par l'État de provenance, pour autant que le produit en question réponde de façon convenable et satisfaisante aux objectifs légitimes de la réglementation de l'État destinataire (sécurité, protection du consommateur, environnement, etc.).
Ce principe de reconnaissance mutuelle dans le domaine non harmonisé des prescriptions techniques figure désormais dans le TFUE. Il est aussi précisé par le Règlement (CE) No 764/2008.
Il s'applique même hors de l'UE, en vertu de traités entre celle-ci et des États tiers. C'est le cas en Norvège, en Islande et au Liechtenstein, membres de l'Espace économique européen, ainsi qu'en Turquie, en vertu de l'union douanière Turquie-UE (voir Principe du cassis de Dijon). La Suisse a pour sa part décidé de manière autonome et unilatérale d'adapter sa législation en la matière afin de l'harmoniser, pour l'essentiel, avec le règlement susmentionné (voir Principe du cassis de Dijon en Suisse).